# Hymenoscyphus kathiae
Hymenoscyphus kathiae (Korf) Baral – gatunek grzybów z rodziny tocznikowatych (Helotiaceae).

## Systematyka i nazewnictwo
Pozycja w klasyfikacji według Index Fungorum: Hymenoscyphus, Helotiaceae, Helotiales, Leotiomycetidae, Leotiomycetes, Pezizomycotina, Ascomycota, Fungi.
Po raz pierwszy takson ten opisał w 1999 r. Richard Paul Korf nadając mu nazwę Pezoloma kathiae. Obecną, uznaną przez Index Fungorum nazwę nadał mu w 2005 r. Hans-Otto Baral.

## Morfologia
Owocniki
Apotecja złożone z miseczki i trzonu o łącznej wysokości do 1,5 mm. Miseczka o średnicy 1,2–1,5 mm. Powierzchnia wewnętrzna miseczki początkowo w barwie kości słoniowej, potem stopniowo ciemniejąca – szarożółta do musztardowożółtej. Sterylna powierzchnia zewnętrzna w ekscypulum tej samej barwy, u podstawy czarniawo punktowana. Trzon wełnisty, pokryty galaretowatą warstewką dochodzącą po zewnętrznej stronie miseczki mniej więcej do połowy jej wysokości i tworzącą zewnętrzną warstwę ekscypulum.
Cechy mikroskopowe
Zewnętrzna warstwa ekscypulum zbudowana z jednej do czterech warstw prostych do nieco pofałdowanych, ale nie zwiniętych, zżelatynizowanych strzępek, w odczynniku Melzera bladoszaroniebieskich. Rdzeniowa warstwa ekscypulum zbudowana ze szklistych, oddalonych od siebie strzępek z komórkami o kształcie od maczugowatego do sercowatego. Parafizy nierozgałęzione, wielopęcherzykowe, o zaokrąglonych wierzchołkach i średnicy ok. 2 µm. Worki 8-zarodnikowe, ale czasami z mniejszą liczbą, a nawet 1- lub 2-zarodnikowe. Mają wymiary 80–90 × 6–7,5 µm i wyrastają z wyraźnych pastorałek, są cylindryczno-maczugowate, młode worki grubościenne, z silnie pogrubionym wierzchołkiem, w trakcie rozwoju stają się dekstrynoidalne, z amyloidalnym otworem. Askospory ułożone w workach dwurzędowo, 10–16 × 3–3,5 µm, elipsoidalne do maczugowatych, czasem zakrzywione, szkliste, z 2–3 dużymi gutulami i często z 1 lub 2 mniejszymi, bez peryspory, galaretowatej osłonki lub przydatków.

## Występowanie i siedlisko
Do 2009 r. podano stanowiska Hemenoscyphus kathiae w USA i niektórych krajach Europy. W wykazie wielkoowocnikowych workowców Polski opublikowanym przez M.A. Chmiel w 2006 r. brak tego gatunku, po raz pierwszy jego stanowisko w Polsce podano w 2019 r.
Grzyb saprotroficzny występujący na martwych gałązkach drzew i krzewów.